# Königsbrunn
Königsbrunn est une ville allemande de Bavière, située dans l'arrondissement d'Augsbourg et le district de Souabe.

## Géographie

Situation de Königsbrunn (en rouge) dans l'arrondissement d'Augsbourg

Königsbrunn est située dans la région du Lechfeld, entre les rivières Lech et Wertach, à la limite avec l'arrondissement d'Aichach-Friedberg et celui de Landsberg am Lech. La ville fait partie de l'agglomération d'Augsbourg, à 12 km au sud.
Königsbrunn est composée de quatre quartiers : Fohlenhof, Königsbrunn-Gewerbegebiet, Lechau et Neuhaus.
Communes limitrophes (en commençant par le nord et dans le sens des aiguilles d'une montre) : Augsbourg (ancienne commune de Haunstetten), Schmiechen, Prittriching, Oberottmarshausen et Bobingen.

## Histoire
Königsbrunn est une des plus jeunes agglomérations bavaroises puisque la commune est née en 1842. Cependant, d'importantes fouilles archéologiques ont permis de faire remonter son peuplement à une époque beaucoup plus ancienne. Les premiers vestiges datent de l'époque néolithique et de l'âge du bronze (gobelets appartenant à la culture campaniforme).
Les traces de plus de 50 habitations de l'époque celte (Civilisation de Hallstatt) ont été mis au jour. La contrée était à cette époque habitée par les tribus des Vendéliques, avant la conquête romaine.
À l'époque romaine, Königsbrunn, située dans la province de Rhétie abritait un camp de la légion. On a aussi découvert les restes d'un mithraeum : Mithraeum de Königsbrunn. Certaines traces de la Via Claudia Augusta qui traversait Königsbrunn sont encore visibles de nos jours.
Le site est complètement abandonné pendant le Haut Moyen Âge, seulement traversé par la route menant d'Augsbourg à Klosterlechfeld, important lieu de pèlerinage. La bataille du Lechfeld en 955, à l'occasion de laquelle le roi de Germanie Othon le Grand écrasa les envahisseurs magyars, eut certainement lieu non loin de là.
La plus vieille maison de Königsbrunn date de 1688 mais le développement d'un village ne date que du XIXe siècle. En effet, en 1833, le roi Louis Ier de Bavière, fait aménager trois fontaines (königsbrunnen, les fontaines du roi) le long de la route menant à Klosterlechfeld. C'est ainsi que naît le village, qui devient vite le village-rue le plus long du pays (7 km). 
Dès qu'elle est créée, la commune est intégrée à l'arrondissement de Schwabmünchen. Kônigbsrunn se développe très rapidement au cours du XXe siècle et obtient le statut de ville (stadt) en 1965. En 1972, l'arrondissement de Schwabmünchen est dissous et la ville rejoint le nouvel arrondissement d'Augsbourg, dont elle est aujourd'hui, la ville la plus importante.

## Démographie
| 1871  | 1900  | 1910  | 1925  | 1933  | 1939  | 1950  | 1961  | 1970   |
| ----- | ----- | ----- | ----- | ----- | ----- | ----- | ----- | ------ |
| 1 386 | 1 954 | 2 079 | 2 226 | 2 482 | 3 026 | 4 564 | 7 215 | 12 796 |

| 1987   | 2000   | 2005   | 2009   | - | - | - | - | - |
| ------ | ------ | ------ | ------ | - | - | - | - | - |
| 19 231 | 26 539 | 27 621 | 27 313 | - | - | - | - | - |

## Lieux
- Musée archéologique de Kônigsbrunn qui présente les résultats des importantes fouilles entreprises dans la ville[4] ;
- Mithraeum, site arhcéologique[5] ;
- Mercateum, musée reproduisant le globe de Mercator et présentant une exposition sur le commerce lointain entre l'Europe et l(Inde au XVIIe siècle ;
- Lac Ilsesee (superficie de 12 ha).

## Jumelage
Königsbrunn est jumelée depuis 1996 avec :
- Rab (Croatie) dans le comitat de Primorje-Gorski Kotar

## Personnalités
- Markus Thorandt, (1981 - ), footballeur allemand
- Darius Kampa, (1977 - ), footballeur allemand